# Castellar de Santiago
Castellar de Santiago ist ein Dorf und eine spanische Gemeinde (municipio) mit 1.762 Einwohnern (Stand: 2024) im Südosten der historischen Landschaft La Mancha in der Provinz Ciudad Real in der Region Kastilien-La Mancha in Zentralspanien. 

## Lage und Klima
Castellar de Santiago liegt etwa 100 Kilometer südöstlich von Ciudad Real in einer Höhe von ca. 820 m. Das Klima ist meist trocken und warm; der spärliche Regen (ca. 506 mm/Jahr) fällt überwiegend in den Wintermonaten.

## Bevölkerungsentwicklung
| Jahr      | 1970 | 1981 | 1991 | 2001 | 2011 | 2021 |
| Einwohner | 3186 | 2558 | 2359 | 2236 | 2208 | 1833 |

Infolge der Mechanisierung der Landwirtschaft, der Aufgabe bäuerlicher Kleinbetriebe („Höfesterben“) und der dadurch ausgelösten „Landflucht“ ist die Einwohnerzahl der Kleinstadt in der zweiten Hälfte des 20. Jahrhunderts deutlich gesunken.

## Sehenswürdigkeiten
- Annenkirche (Iglesia de Santa Ana)
- Rathaus

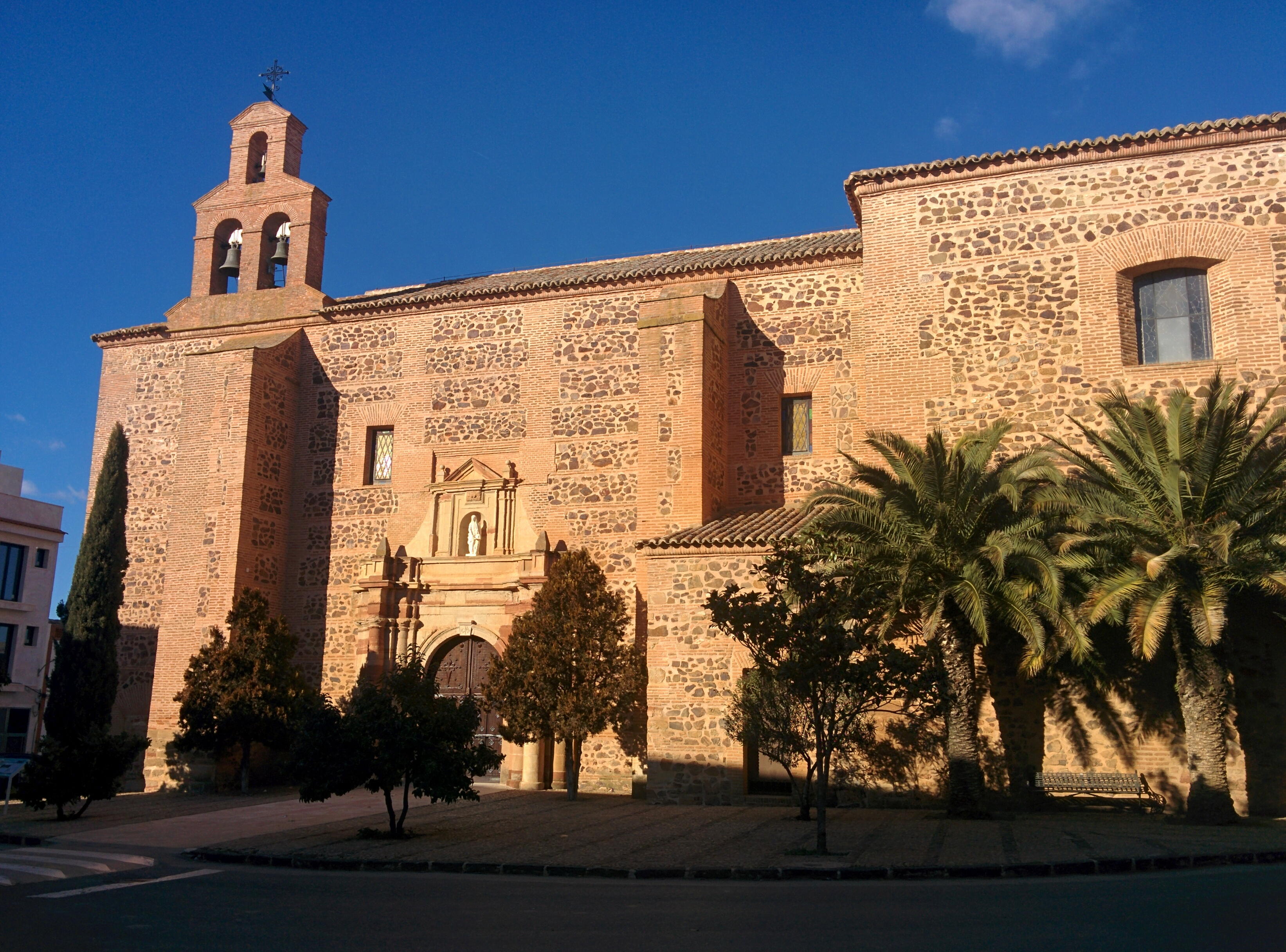
Annenkirche
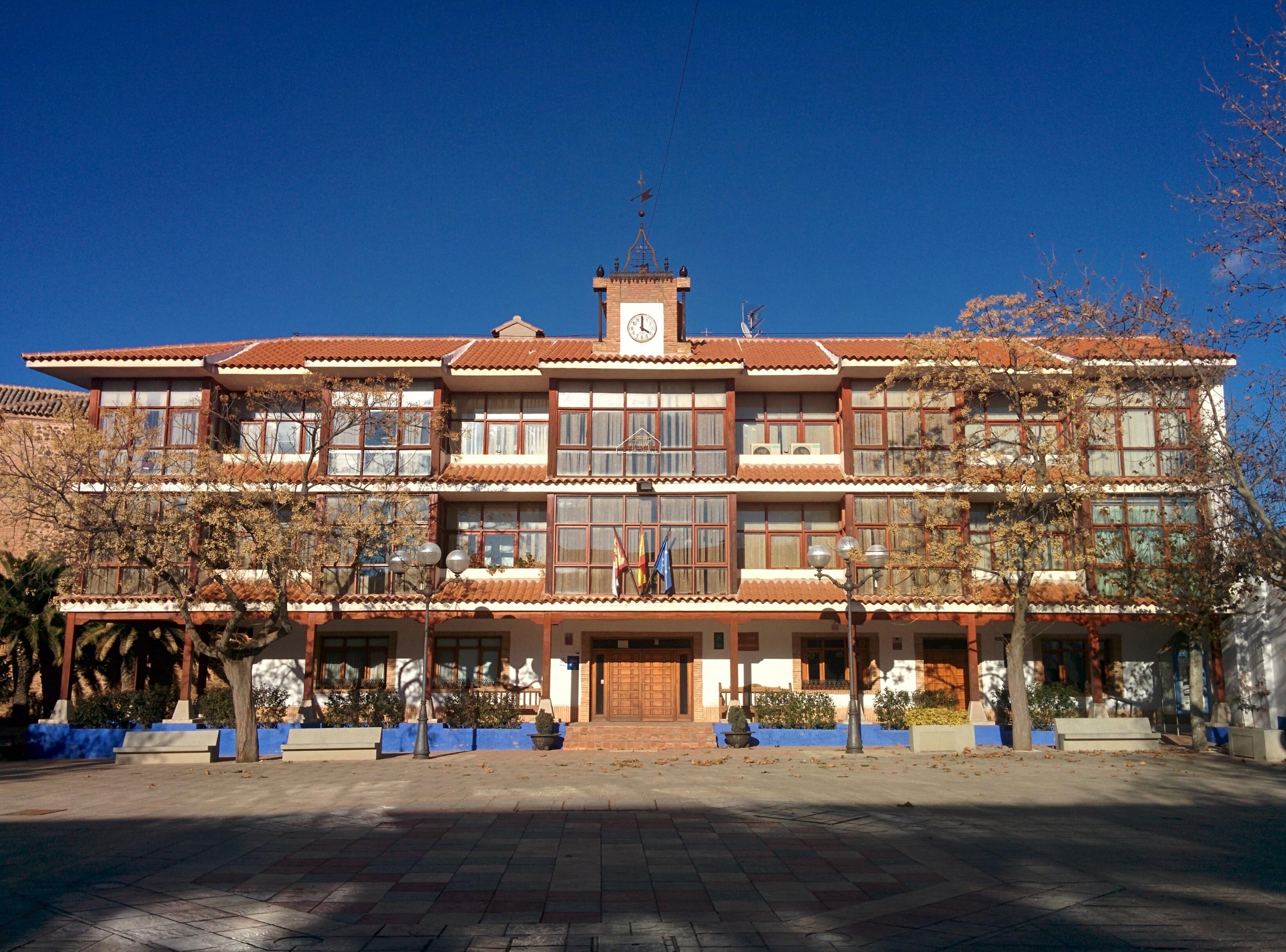
Rathaus